# Ireneusz Pacula
Ireneusz Pacula (ur. 16 listopada 1966 w Mysłowicach) – polski hokeista, olimpijczyk. Trener hokejowy - w latach 2009-2010 EC Euregio Gronau-Nordhorn, 2011-2012 GEC Ritter Nordhorn.

## Kariera klubowa
- Naprzód Janów (1985–1988)
- ECD Sauerland (1989–1990)
- ESC Wolfsburg (1990–1992)
- Mannheimer ERC (1992–1993)
- EC Kassel (1993–1994)
- Naprzód Janów (1994–1995)
- Kassel Huskies (1994–1996)
- EV Ravensburg (1996)
- GEC Nordhorn (1996–1999)
- EHC Straubing (1999–2002)
- Neusser EV (2002–2003)
- EC Euregio Gronau-Nordhorn (2009–2010)

Napastnik, wychowanek i w latach 1985–1990 zawodnik Naprzodu Janów. Z klubem tym wywalczył w 1989 wicemistrzostwo Polski oraz dwa brązowe medale.
W 1991 wyemigrował do Niemiec, gdzie występował w klubach ECD Sauerland, ESC Wolfsburg, Mannheim ERC, Kassel EC, Kassel Huskies, Nordhorn GEC i Straubing EHC.
Uczestnik Zimowych Igrzysk Olimpijskich w Calgary w 1988 oraz mistrzostw świata w 1987 i 1992.